# Langschopfturako
Der Langschopfturako (Tauraco livingstonii), auch Livingstoneturako oder Spitzhaubenturako  genannt, ist eine Vogelart aus der Gattung der Helmturakos (Tauraco) und gehört zu der Familie der Turakos (Musophagidae).
Die Art wurde früher als konspezifisch mit dem Schalowturako (Tauraco schalowi) und dem Helmturako (Tauraco corythaix) angesehen, unterscheidet sich aber im Gefieder, genetisch und in der Stimme.
Das Artepitheton bezieht sich auf den schottischen Missionar David Livingstone (1821–1873).

## Vorkommen

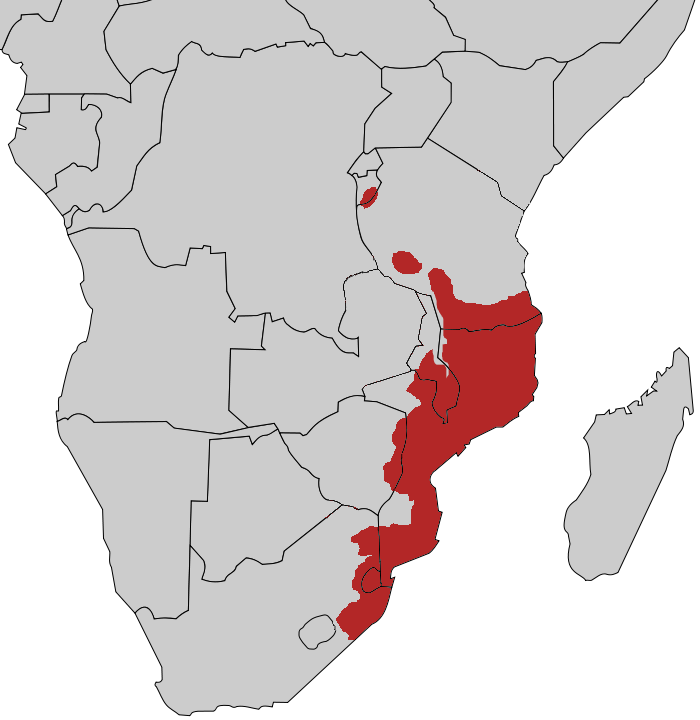
Verbreitung des Langschopfturakos

Der Langschopfturako kommt in Südostafrika im küstennahen Tiefland vom Süden Tansanias über Mosambik bis Südafrika vor, ebenso im Hochland von Malawi bis Nordmosambik und Simbabwe. Eine isolierte Population existiert in den Bergen im Nordwesten Tansanias bis Burundi.
Der Lebensraum umfasst Waldgebiete in Küstennähe und in den Bergen vom Meeresspiegel bis 2500 m Höhe.
Die Art ist Standvogel.

## Beschreibung
Der Langschopfturako ist 40–46 cm groß, das Männchen wiegt zwischen 280 und 380, das Weibchen zwischen 262 und 250 g. Er ist überwiegend grün gefiedert, die lange spitze Haube hat weiße Spitzen, der Schnabel ist hellrot. Im Gesicht findet sich ein kurzer weißer Überaugenstreif, ein kleiner schwarzer Zügelfleck, ein längerer Unteraugenstreif und ein breiter roter Augenring. Die Augen sind braun. Die Flügel sind grün, der Schwanz dunkel grün-blau. Die Oberseite ist – je nach Unterart – grünlich oder bläulich, die Unterseite und die Unterschwanzdecken sind mattschwarz. Die Handschwingen sind hell karminrot mit schwarzen Spitzen. Die Geschlechter unterscheiden sich nicht. Jungvögel sind matter gefärbt mit kürzerer Haube und dunklerem Schnabel. Gegenüber dem Helmturako (Tauraco corythaix) ist er am Rücken etwas dunkler, die Haube ist länger und spitzer, auch kommt er in nicht so großen Höhen vor. Gegenüber dem Schalowturako (Tauraco schalowi) ist die Haube runder und vorne weniger spitz, außerdem ist der Schwanz dunkelgrün und nicht blauschwarz.

## Geografische Variation
Es werden folgende Unterarten anerkannt:
- T. l. reichenowi (G. A. Fischer, 1880), – Tansania bis Mosambik und östliches Südafrika
- T. l. cabanisi (Reichenow, 1883), – Küstentiefland in Tansania. Diese Unterart wird von World Bird Names in die Unterart  T. l. Reichenowi subsumiert.[8][9]
- T. l. livingstonii Gray, 1864, Nominatform, – Malawi bis Norden Mosambiks und östliches Simbabwe

## Stimme
Der Ruf wird als Folge von 10 bis 15 Krächzlauten beschrieben, anfangs leise und kürzer, dann lauter werdend. Dabei wir der Kopf nach vorne gestoßen, der Schnabel leicht geöffnet, Kehle und Brust aufgeblasen und der ganze Körper bewegt sich im Rhythmus. Die Rufe erfolgen aus Baumwipfeln meist am frühen Morgen und in der Abenddämmerung. Meist antworten sich die Vögel.

## Lebensweise
Die Art ernährt sich hauptsächlich von Früchten.
Die Brutzeit liegt zwischen Oktober und Dezember in Malawi, zwischen Dezember und Januar und Juni in Mosambik, zwischen September und Februar in Simbabwe.
Das Nest wird sorgfältig aus Stöckchen und Zweigen in 3 bis 10 m Höhe in einem besonders dichten Abschnitt eines Baumes oder Busches gebaut. Das Gelege besteht aus 2 weißen und glattschaligen Eiern, die von beiden Altvögeln über 22 bis 23 Tage bebrütet werden.

## Gefährdungssituation
Die Art gilt als nicht gefährdet (Least Concern).